# Nicolás Pizarro
Nicolás Pizarro, apodado "el Puma" (Buenos Aires, Argentina, 26 de febrero de 1987) es un futbolista argentino. Juega de defensor y su equipo actual es el General Lamadrid de Argentina, club que milita en la Primera C.

Es hermano del reconocido futbolista Guido Pizarro, que tuvo un paso por la Selección Argentina.

## Estadísticas
Actualizado al 24 de octubre de 2022

| Almagro Argentina | 2.ª                 | 2008-09             | 3   | 0  | 0 | 0 | — | — | 3   | 0  |
| Almagro Argentina | Total               | Total               | 3   | 0  | 0 | 0 | 0 | 0 | 3   | 0  |
| Gral. Lamadrid Argentina | 4.ª                 | 2009-10             | 29  | 3  | 0 | 0 | — | — | 29  | 3  |
| Gral. Lamadrid Argentina | 4.ª                 | 2010-11             | 29  | 7  | 0 | 0 | — | — | 29  | 7  |
| Gral. Lamadrid Argentina | 3.ª                 | 2011-12             | 38  | 4  | 2 | 1 | — | — | 40  | 5  |
| Gral. Lamadrid Argentina | Total               | Total               | 96  | 14 | 2 | 1 | 0 | 0 | 98  | 15 |
| Colegiales Argentina | 3.ª                 | 2012-13             | 20  | 0  | 0 | 0 | — | — | 20  | 0  |
| Colegiales Argentina | Total               | Total               | 20  | 0  | 0 | 0 | 0 | 0 | 20  | 0  |
| Talleres (RdE) Argentina | 4.ª                 | 2013-14             | 25  | 3  | 3 | 0 | — | — | 28  | 3  |
| Talleres (RdE) Argentina | Total               | Total               | 25  | 3  | 3 | 0 | 0 | 0 | 28  | 3  |
| San Telmo Argentina | 4.ª                 | 2014                | 20  | 2  | 0 | 0 | — | — | 20  | 2  |
| San Telmo Argentina | 4.ª                 | 2015                | 32  | 2  | 0 | 0 | — | — | 32  | 2  |
| San Telmo Argentina | Total               | Total               | 52  | 4  | 0 | 0 | 0 | 0 | 52  | 4  |
| Acassuso Argentina | 3.ª                 | 2016                | 17  | 1  | 0 | 0 | — | — | 17  | 1  |
| Acassuso Argentina | 3.ª                 | 2016-17             | 28  | 0  | 0 | 0 | — | — | 28  | 0  |
| Acassuso Argentina | Total               | Total               | 45  | 1  | 0 | 0 | 0 | 0 | 45  | 1  |
| Sacachispas Argentina | 3.ª                 | 2017-18             | 31  | 1  | 1 | 0 | — | — | 32  | 1  |
| Sacachispas Argentina | Total               | Total               | 31  | 1  | 1 | 0 | 0 | 0 | 32  | 1  |
| Dep. Laferrere Argentina | 4.ª                 | 2018-19             | 30  | 2  | 1 | 0 | — | — | 31  | 2  |
| Dep. Laferrere Argentina | Total               | Total               | 30  | 2  | 1 | 0 | 0 | 0 | 31  | 2  |
| San Miguel Argentina | 3.ª                 | 2019-20             | 19  | 2  | 0 | 0 | — | — | 19  | 2  |
| San Miguel Argentina | Total               | Total               | 19  | 2  | 0 | 0 | 0 | 0 | 19  | 2  |
| Sportivo Italiano Argentina | 4.ª                 | 2020                | 6   | 0  | 0 | 0 | — | — | 6   | 0  |
| Sportivo Italiano Argentina | 4.ª                 | 2021                | 27  | 0  | 0 | 0 | — | — | 27  | 0  |
| Sportivo Italiano Argentina | 4.ª                 | 2022                | 35  | 1  | 0 | 0 | — | — | 35  | 1  |
| Sportivo Italiano Argentina | Total               | Total               | 68  | 1  | 0 | 0 | 0 | 0 | 68  | 1  |
| Total en su carrera | Total en su carrera | Total en su carrera | 389 | 28 | 7 | 1 | 0 | 0 | 396 | 29 |
| (1) La copa nacional se refiere a la Copa Argentina y Supercopa Argentina . (2) La copa internacional se refiere a la Copa Sudamericana, Recopa Sudamericana, Copa Libertadores y Copa Suruga Bank. |                     |                     |     |    |   |   |   |   |     |    |